# 11516 Arthurpage
11516 Arthurpage este un asteroid din centura principală de asteroizi.

## Descriere
11516 Arthurpage este un asteroid din centura principală de asteroizi. A fost descoperit pe 6 martie 1991 la Geisei de Tsutomu Seki. Asteroidul prezintă o orbită caracterizată de o semiaxă mare de 2,29 ua, o excentricitate de 0,11 și o înclinație de 7,3° în raport cu ecliptica.